# Filmografia Krzysztofa Zanussiego

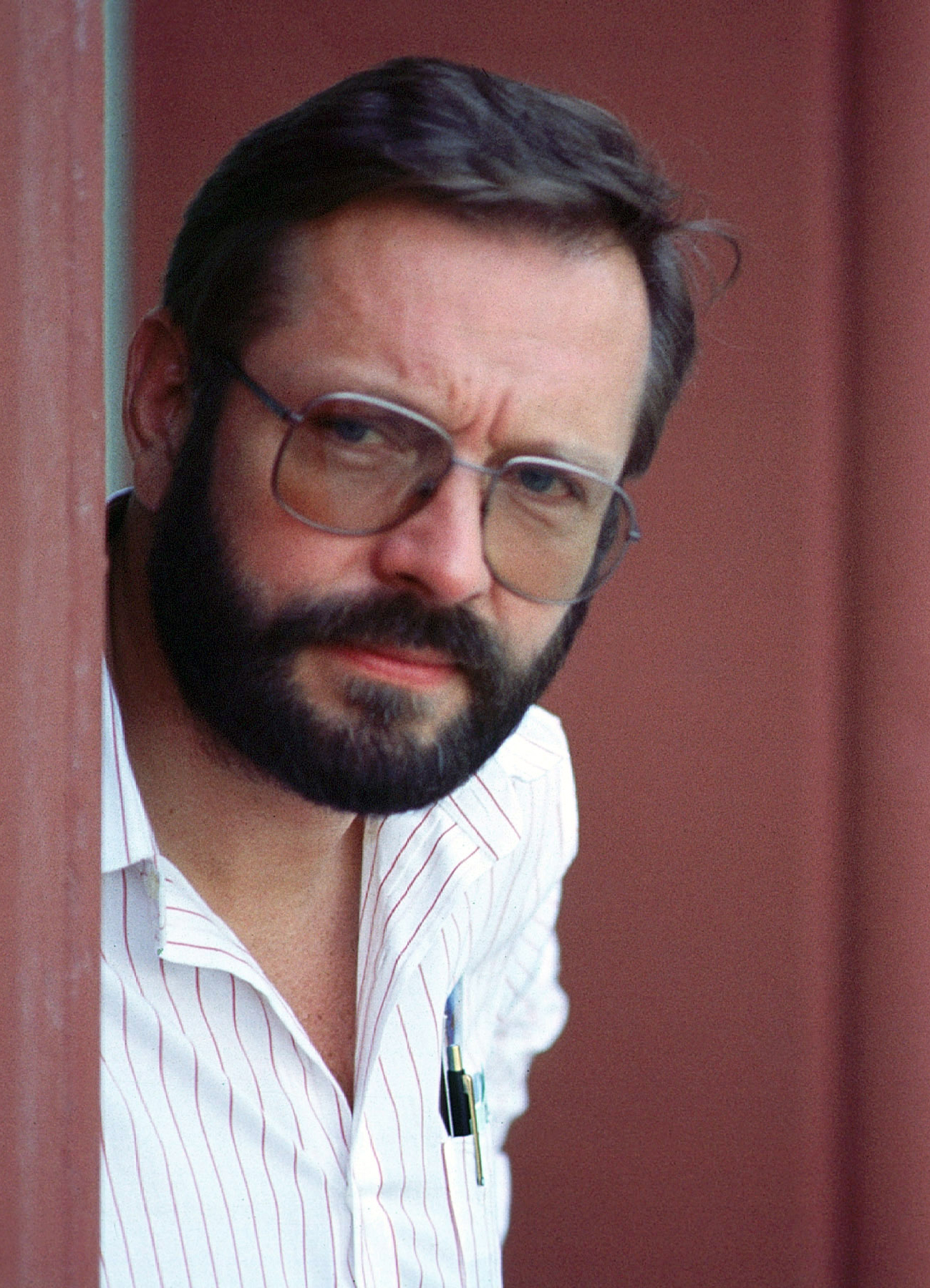
Krzysztof Zanussi (1984)

Filmografia Krzysztofa Zanussiego – polskiego reżysera, scenarzysty i producenta filmowego.

## Filmografia

### Reżyseria filmów krótkometrażowych
| Rok  | Tytuł                                                | Informacje           |
| ---- | ---------------------------------------------------- | -------------------- |
| 1961 | Ułan i dziewczyna                                    | etiuda szkolna       |
| 1961 | Parasol przy pogodzie                                | etiuda szkolna       |
| 1961 | Łapać złodzieja                                      | etiuda szkolna       |
| 1961 | Holden                                               | etiuda szkolna       |
| 1962 | Samolot z Budapesztu                                 | etiuda szkolna       |
| 1963 | Studenci                                             | etiuda szkolna       |
| 1964 | Świadek                                              | etiuda szkolna       |
| 1965 | Śmierć prowincjała                                   | etiuda szkolna       |
| 1966 | Przemyśl                                             | film dokumentalny    |
| 1966 | Maria Dąbrowska                                      | film dokumentalny    |
| 1967 | Twarzą w twarz                                       | film fabularny       |
| 1967 | Natasza i ja                                         | film krótkometrażowy |
| 1968 | Zaliczenie                                           | film telewizyjny     |
| 1970 | Góry o zmierzchu                                     | film telewizyjny     |
| 1971 | Za ścianą                                            | film telewizyjny     |
| 1971 | Rola                                                 | film telewizyjny     |
| 1972 | Hipoteza                                             | film telewizyjny     |
| 1975 | Miłosierdzie płatne z góry                           | film telewizyjny     |
| 1977 | Lekcja anatomii                                      | film telewizyjny     |
| 1979 | Mój Kraków                                           | film dokumentalny    |
| 1990 | Witold Lutosławski w rozmowie z Krzysztofem Zanussim | wywiad-rzeka         |
| 1990 | Długa rozmowa z ptakiem                              | film telewizyjny     |

### Reżyseria filmów pełnometrażowych
| Rok       | Tytuł                                                   | Informacja | Wybrane nagrody                                                                           |
| --------- | ------------------------------------------------------- | --- | ----------------------------------------------------------------------------------------- |
| 1969      | Struktura kryształu                                     | film fabularny | Nagroda za scenariusz (MFF w Mar de Plata)                                                |
| 1970      | Życie rodzinne                                          | film fabularny |                                                                                           |
| 1972      | Iluminacja                                              | film fabularny | Grand Prix, Nagroda FIPRESCI, Nagroda Jury Ekumenicznego (MFF w Locarno)                  |
| 1974      | Morderstwo w Catamount                                  | film fabularny |                                                                                           |
| 1974      | Bilans kwartalny                                        | film fabularny | Nagroda OCIC (MFF w Berlinie)                                                             |
| 1976      | Barwy ochronne                                          | film fabularny | Złote Lwy Gdańskie, nagroda za scenariusz (FPFF)                                          |
| 1977      | Dom kobiet                                              | film telewizyjny |                                                                                           |
| 1978      | Spirala                                                 | film fabularny | Nagroda Jury Ekumenicznego (MFF w Cannes)                                                 |
| 1979      | Drogi pośród nocy                                       | film telewizyjny |                                                                                           |
| 1980      | Kontrakt                                                | film telewizyjny | Nagroda OCIC (MFF w Wenecji)                                                              |
| 1980      | Constans                                                | film fabularny | Nagroda Specjalna Jury, Nagroda Jury Ekumenicznego (MFF w Cannes)                         |
| 1981      | Pokuszenie                                              | film telewizyjny |                                                                                           |
| 1981      | Z dalekiego kraju                                       | film fabularny |                                                                                           |
| 1982      | Niedostępna                                             | film telewizyjny |                                                                                           |
| 1982      | Imperatyw                                               | film fabularny | Nagroda Specjalna Jury (MFF w Wenecji)                                                    |
| 1983      | Sinobrody                                               | film fabularny |                                                                                           |
| 1984      | Rok spokojnego słońca                                   | film fabularny | Złoty Lew św. Marka (MFF w Wenecji)                                                       |
| 1985      | Paradygmat, czyli potęga zła                            | film fabularny |                                                                                           |
| 1987      | Wygasłe czasy                                           | dokument fabularyzowany |                                                                                           |
| 1988      | Gdzieśkolwiek jest, jeśliś jest                         | film fabularny |                                                                                           |
| 1989      | Stan posiadania                                         | film fabularny | Nagroda Jury Ekumenicznego (MFF w Moskwie)                                                |
| 1990      | Napoleon                                                | serial telewizyjny, reż. odcinka 3 |                                                                                           |
| 1992      | Dotknięcie ręki                                         | film fabularny |                                                                                           |
| 1995      | Cwał                                                    | film fabularny | Nagroda Specjalna Jury, Nagroda Dziennikarzy (FPFF), Nagroda Specjalna Jury (MFF w Tokio) |
| 1996–2000 | Opowieści weekendowe                                    | serial telewizyjny, wyreżyserowane odcinki: Niepisane prawa (1996), Urok wszeteczny (1996), Słaba wiara (1996), Damski interes (1996), Linia opóźniająca (1997), Ostatni krąg (1997), Dusza śpiewa (1997), Skarby ukryte (2000) |                                                                                           |
| 1997      | Brat naszego Boga                                       | ekranizacja dramatu Karola Wojtyły |                                                                                           |
| 2000      | Życie jako śmiertelna choroba przenoszona drogą płciową | film fabularny | Nagroda Główna (MFF w Moskwie), Złote Lwy (FPFF)                                          |
| 2002      | Suplement                                               | film fabularny | Nagroda FIPRESCI (MFF w Moskwie)                                                          |
| 2005      | Solidarność, Solidarność...                             | film nowelowy, reż. segmentu Czołgi |                                                                                           |
| 2005      | Persona non grata                                       | film fabularny | Nagroda Jury (FPFF)                                                                       |
| 2007      | Czarne słońce                                           | film fabularny |                                                                                           |
| 2008      | Serce na dłoni                                          | film fabularny |                                                                                           |
| 2009      | Rewizyta                                                | film fabularny |                                                                                           |
| 2014      | Obce ciało                                              | film fabularny |                                                                                           |
| 2018      | Eter                                                    | film fabularny |                                                                                           |
| 2022      | Liczba doskonała                                        | film fabularny |                                                                                           |

### Produkcja filmów innych reżyserów
| Rok  | Tytuł             | Informacje                                               | Ważniejsze nagrody                               |
| ---- | ----------------- | -------------------------------------------------------- | ------------------------------------------------ |
| 1995 | Zdrada            | film dokumentalny, reż. John Anderson                    |                                                  |
| 1995 | 100 lat w kinie   | film dokumentalny, reż. Paweł Łoziński                   |                                                  |
| 2000 | Weiser            | film fabularny, reż. Wojciech Marczewski                 | Nagroda Stowarzyszenia Filmowców Polskich (FPFF) |
| 2004 | Pręgi             | film fabularny, reż. Magdalena Piekorz                   | Złote Lwy (FPFF)                                 |
| 2004 | Cud w Krakowie    | film fabularny, reż. Diana Groo                          |                                                  |
| 2008 | Senność           | film fabularny, reż. Magdalena Piekorz                   |                                                  |
| 2008 | Boisko bezdomnych | film fabularny, reż. Katarzyna Adamik                    |                                                  |
| 2014 | Zbliżenia         | film fabularny, reż. Magdalena Piekorz                   |                                                  |
| 2017 | Pokot             | film fabularny, reż. Agnieszka Holland, Katarzyna Adamik |                                                  |